# ملعب سيوداد دي كاسيروس
ملعب سيوداد دي كاسيروس (بالإنجليزية: Estadio Ciudad de Caseros)‏ هو ملعب كرة قدم يقع في بوينس آيرس، بوينس آيرس، الأرجنتين، يتسع لـ 16,740 متفرج.

## التاريخ
افتتح الملعب في 11 مايو 1963.